# 2アップ3ダウン
2アップ3ダウン（ツーアップスリーダウン、two-up three-down、和製英語）とは、企業や地方自治体で実施されている省エネルギー方法の一つ。なお、健康増進を目的に用いることもある。

## 概要
ビルのエレベーターを使用する際に、2階上がったり（=2アップ）、3階下りたり（=3ダウン）する程度であれば、エレベーターではなく階段を利用することによってビルの消費電力の削減を目指したもの。
エレベーターの電力を消費しないので、その意味では身近で実践しやすい省エネルギー方法である。くわえて、ビルの電力の浪費を抑制するのみならず適度な運動も行え、健康増進にも繋がる。又、エレベーターの無駄な使用を抑制することによってエレベーターやビルの耐用年数を延ばすことも可能となる。

## 長所と短所
この方法にも長所と短所は存在する。ここでは、双方を挙げておこう。

### 長所
- ビルの省エネのみならず、電力の浪費の予防に対する啓発になる。
- エレベーターだけでなく、階段を利用することによって省エネ以外にも運動不足の解消やダイエットにも繋がる。
- エレベーターやビルの耐用年数を延ばすことが可能なる。

### 短所
- 同じ省エネ方法でもクールビズと違ってマスメディアに露出する機会が少ないので、一般への浸透がいまいち芳しくない。